# Aeroportul Vohemar
Aeroportul Vohemar (IATA: VOH, ICAO: FMNV) este un aeroport din Regiunea Sava, Madagascar ce deservește zona Vohemar⁠(d). A fost numit după zona deservită.
Situat la o altitudine de 6 m, aeroportul dispune de o singură pistă.